# Juan Luis Vives
Juan Luis Vives (katalánsky Joan Lluís Vives, německy Johannes Ludwig Vives, latinsky Ioannes Lodovicus Vives, 6. března 1493 Valencie – 6. května 1540 Bruggy) byl španělský humanista, filosof a teoretik pedagogiky.

## Život
Narodil se ve Valencii v rodině konvertovaných Židů. Jeho otec Luis Vives Valeriola byl, jako mnozí jiní katolíci z donucení, vyšetřován a následně upálen inkvizicí. Posmrtně stihl podobný osud i jeho matku Blanquinu, když byly její kosti 24 let po pohřbu vyneseny ze hřbitova a veřejně zpopelněny při autodafé.
Pravděpodobně se i proto Juan Luis Vives většinu života pohyboval mimo Španělsko. Nižší vzdělání získal Vives ještě ve Valencii. Později mezi lety 1509 až 1512 studoval na pařížské Sorbonně filosofii, kterou později ve Flandrech vyučoval prince Viléma z Croy, pozdějšího toledského biskupa. Po odchodu z Paříže, kde přišel do styku s humanistickým hnutím, avšak nezískal zde žádný diplom přesídlil do Brugg, kde se oženil s dcerou z tam usazené španělské obchodnické rodiny. Na universitě v Lovani, kde také od roku 1520 externě působil, se seznámil s Erasmem Rotterdamským, který zde jeho práci zaštiťoval. Zde také napsal komentář k Augustinu Aureliovi De civitate Dei divi Aurelii Augustinii (dokončen a vydán 1522), který se po jeho smrti ocitl v Indexu zakázaných knih. A dále pak pedagogický spis De institutione feminae christianae (Oxford, 1523) věnovaný královně Kateřině, za což byl pozván do Anglie, kde přednášel na Oxfordu a působil jako učitel a vychovatel princezny Marie (známé hlavně kvůli jejímu pozdějšímu přízvisku Krvavá). V Anglii byl také ve styku s Thomasem Moorem. Kvůli kritice rozvodu Jindřicha VIII. a poté, co se postavil za kardinála Wolseyho, byl přechodně vězněn a roku 1528 Anglii definitivně opustil. Zbytek života, tedy co se uveřejněných spisů týče nejplodnějších 20 let, strávil v Bruggách, kde také zemřel.

## Myšlenky
Pro skladbu a zaměření Vivesova díla je určující jeho humanistická orientace a průprava. Ve svých četných spisech se zabývá jednak tématy jazykovými a problematikou jejich vyučování a práce s nimi, komentáři klasické literatury a rozbory. Dále pak otázkami sociálními a vzděláváním jednotlivce, nebo problematikou vědy, jejího předmětu, metod a užití. S jistým nadhledem se dá ve všech těchto oblastech pokládat za průkopníka a vizionáře.
Vivesova morální filozofie pramení především z jeho křesťanského humanismu a je zaměřena na reformu společnosti i jednotlivců. V De artium corruptarum causis, se rozepisuje o tom že Aristotelova etika, s ohledem na jeho pozemské představy o štěstí a ctnosti, je zcela neslučitelná s křesťanstvím: "nemůžeme sloužit jak Kristu tak Aristotelovi, jejichž nauky se od sebe navzájem tak diametrálně liší " (VI, 218). Má více sympatií pro Platonismus a Stoicismus, které jak věří, jsou obecně v souladu s křesťanskou morálkou. V initiis De, sectis et laudibus Philosophiae, dokonce tvrdí: "Nemyslím si, že ve skutečnosti, že je nějaký křesťan pravdivější než stoický mudrc" (III, 17).
V Introductio ad sapientiam, inspirované stoickým učením, doporučuje znalost sebe sama jako první krok směrem, který jak se domnívá vede k vrcholu lidské dokonalosti. V úsudku o sobě bychom se neměli dovolávat ničeho jiného než své duše v níž se nacházejí vědění a ctnosti, nebo jejich opaky . Tělo je "otrok duše" (mancipium animi), zatímco takové věci, jako jsou bohatství, moc, čest, důstojnost, a jejich opaky, jsou zcela mimo člověka (I, 2, VI, 401). Vice vyplývá z nesprávné rozhodnutí o hodnotě věcí: "Nic - píše - v lidském životě není více destruktivní, než špatný úsudek, který nedává žádnému objektu jeho správné hodnoty" (I, 1). Moudrost poté vyžaduje podřízenost vášně intelektu.
Vives zastává názor, že nejlepším prostředkem k zabezpečení reformy společnosti je morální a praktický výcvik jednotlivce. Člověk, je z vlastní přirozenosti sociální bytost (VI, 222 až 3). V první knize De subventione pauperum ,která sestává z teoretické diskuse o stavu člověka, zdůrazňuje, nejen naše potřeby a závislost na jiných, ale také náš přirozený sklon k lásce a vzájemné pomoci.Za výrazný lidský úspěch považuje rozvoj společnosti, založený na schopnosti využívat dosavadních zkušeností a znalostí. Sociální problémy, jako jsou chudoba a války, jsou výsledkem emocionální poruchy. Vives litoval válek mezi Francií a Španělskem (1521 až 1526), která přinášela zbytečné utrpení místnímu obyvatelstvu a zcela ignorovala jejich práva, a obvinil Františka I. a Karla V. z nezodpovědnosti a trestuhodných ambicí (VI, 480). Za těchto okolností, se často odkazuje na pojem přirozeného práva, které, jak vysvětluje ve své předmluvě k Ciceronovu De legibus ,má stejnou platnost všude,neboť bylo obsaženo v srdci každé lidské bytosti ještě před jejím narozením (V, 494). 

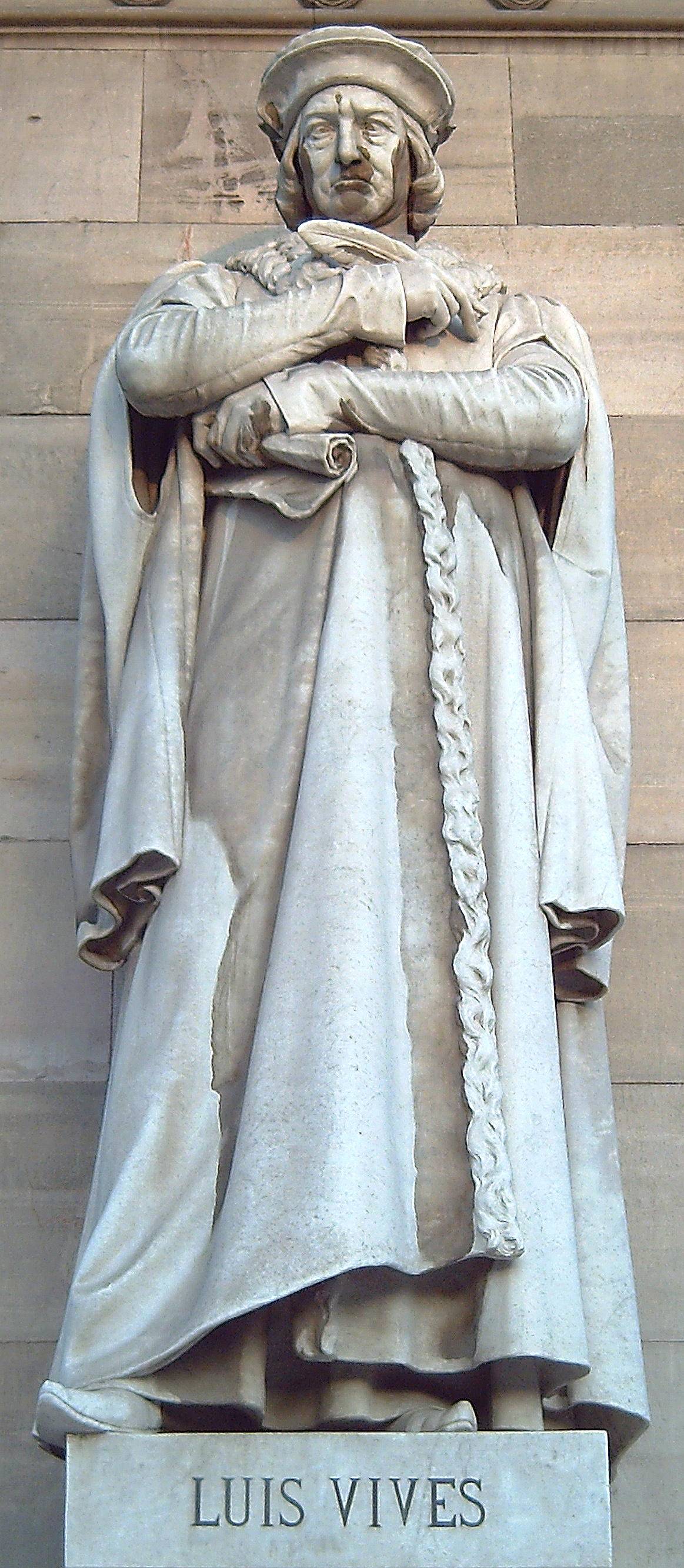
Socha v Madridu

Již od dob pařížských studií patřil Vives ke kritikům aristotelismu a scholastiky. Své důvody shrnuje ve spise Proti pseudodialektikům (neplodná spekulace s chybnými a neodpovídajícími pojmy, nevhodná metoda dbající na neadekvátní formu víc než na obsah). Ve spise O vědách kritizuje tradiční způsob jejich pěstování a požaduje, aby se filosofie vrátila k přírodě (v duchu hesla „ad fontes“) a usiluje o účinnější metodu poznání opřenou o zkušenost. Myšlenka o významu skušenosti, jejíž pomocí se získávají, ověřují a opravují spekulace, vine se jako červená nit všemi pracemi španelského myslitele.
Spisem De anima et vita se zase staví do role průkopníka empirické psychologie: zdůrazňuje v něm, že ani o duši nelze jen spekulovat, ale je třeba zabývat se skutečnými duševními procesy zkoumat je. Pokouší se v něm také smířit aristotelský pohled na duši jako svého druhu tělesnou funkci a Platonský koncept duše jako imateriální a nesmrtelné substance.V souladu s Galénovskou tradicí zde klade velký důraz na fyziologii a tvrdí že mentální schopnosti člověka závisí na povaze a konstituci jeho těla. První kniha popisuje funkce vegetativní duše (tj.výživu, růst a reprodukci), dále pak pojednává o duši citlivé (pět vnějších smyslů)a duši myslící (vnitřní smysly, tj. různé poznávací schopnosti, včetně představivosti, fantazie a úsudku, které jsou umístěny ve třech komorách mozku, a jejichž činnosti vyplývají z podnětů vnějších smyslů). Duši dále definuje jako "hlavního činitele obývajícího tělo přizpůsobené k životu (agens praecipuum, habitans in corpore Apto ad vitam)." Duše je nazývána činitelem v tom smyslu, že působí prostřednictvím nástrojů. To že je hlavním činitelem dále znamená, že i když její nástroje působí na tělo, nepracují prostřednictvím své vlastní moci, ale pouze na základě pokynů, které přicházejí z duše (III, 335 až 6). Mimořádný význam, který Vives přikládá zkoumání emocí se odráží ve skutečnosti, že popisuje filozofii, která poskytuje lék na těžké nemoci duše nejen jako "základ veškeré morálky, soukromé i veřejné" (III, 299 do 300), ale také jako "nejvyšší formu učení a poznání" (I, 17). Emoce (affectus, affectiones) jsou definovány jako "činy těch schopností, které příroda vložila do naší duše pro výkon dobra a zamezení zla, pomocí nichž jsme vedeni k dobru a zaváděni od nebo proti zlu". Zdůrazňuje, že pojmy "dobro" a "zlo" se v této definici rozumí, ne jako to, co je ve skutečnosti dobré nebo zlé, ale spíše to, co každý člověk za dobré nebo zlé považuje (III, 422). Proto čím více rozvážný člověk, tím více bere v úvahu to, co je skutečně dobré a pravdivé. Neadekvátní či zmatené reakce, na straně druhé, jsou výsledkem neznalosti, bezohlednosti, a falešných soudů (III, 425). Jedním z nejvýraznějších rysů Vivesova studia lidské duše je to, že psychologická šetření začala hrát zásadní roli v jeho programu reforem. Využitím znalostí psychologických zásad ve svých spisech často předčí předchozí autory,ale i své současníky, jak v rozsahu tak v podrobnosti. Tyto zásady, například uplatňuje nejen na individuální chování a vzdělávání, ale také na sociální reformy a praktické záležitosti obecně. Podle Vivese, je psychologie relevantní pro všechny disciplíny. "Studium lidské duše ", jak píše v De tradendis disciplinis, "má nejužitečnější vliv na všechny druhy poznání, protože naše poznání je určeno pochopení naší mysli, a ne věci samotné" (VI, 375).Mezi současníky byl tento spis velmi diskutován,mezi jinými vzbudil reakci například u Filipa Melanchtona a výrazně inspiroval Roberta Burtona který z něj čerpal při práci na svém díle Anatomie melancholie.Wilhelm Dilthey jej později označil „prvním velkým systematickým spisovatelem na poli filosofické antropologie“.
Propagoval myšlenku, aby se civilní úřady ujaly zřizování a vedení dobročinných institucí, chudobinců, nemocnic a blázinců, za což na něj bylo silně útočeno. Přesto však našel pro své vývody sluchu: jeho radami se v tomto směru řídilo například město Ypry.
Na základě kritiky scholastického způsobu vzdělání rozvíjí reformní návrhy pedagogické a didaktické: V průběhu života má být formován úsudek a rozvíjena aktivita každého dítěte. Lhostejno jakého pohlaví. Každé vyučování musí začínat v rodném jazyce a být k potřebám života. Tomuto cíli slouží také Latinská výuka skrze tematické lekce. Dějiny musí být brány jako kulturní dějiny a propojeny se zeměpisem. Harmonii mezi duchem a tělem mají zajišťovat hry. „Hry jsou prubířským kamenem duše.“
Těmito myšlenkami byl silně ovlivněn a usměrněn Jan Amos Komenský. Jakkoli však byly Vivesovy myšlenky rozšířené, diskutované (četné církevní zákazy mluví za vše…) a jejich autor kladen na roveň Erasma Rotterdamského, jak co do kvantity, tak do kvality svých spisů, upadl postupně v zapomnění, aby se až na sklonku 19. století zařadil jako jedno z méně frekventovaných jmen do dějin filosofie.

### Významnější spisy
- Veritas fucata (Paříž 1514)
- Fabula de homine (Lovaň 1518)
- Meditationes in septem psalmos, quos vocant poententiae (Lovaň 1518)
- Praelectio in Georgica Vergilii (Lovaň 1518)
- Anima senis (Lovaň 1518)
- De initiis, sectis et laudibus philosophiae (Lovaň 1518)
- Opuscula varia (Lovaň 1519)
- In pseudodialecticos (Lovaň 1519)
- Praefatio et Vigilia in Somnium Scipionis Ciceroniani (Paříž 1520)
- In leges Ciceronis Praelectio (Lovaň 1520)
- Declamationes quinque Syllanae (Lovaň 1520)
- Aedes legum (Paříž 1520)
- Declamatio qua Quintiliano respondetur pro noverca contra caecum (Lovaň 1521)
- De civitate Dei divi Aurelii Augustinii (Lovaň 1522)
- Praelectio in convivia Francisci Philephi (Lovaň 1522)
- Praelectio in quartum Rhetoricorum ad Herennium (Lovaň 1522)
- In Suetonium quaedam (Lovaň 1522)
- Dialogus qui sapiens inscribitur (Lovaň 1522)
- De Europae statu ac tumultibus (Lovaň 1522)
- Veritas fucata, sive de licentia poetica, quantum poetis liceat Veritate abscendere (Lovaň 1523)
- De institutione feminae christianae (Oxford 1523)
- De ratione studii puerilis (Oxford, Londýn 1523)
- Veritas fucata, sive de licentia poetica, quantum poetis liceat Veritate abscendere (Lovaň 1523)
- De ratione studii puerilis (Oxford, Londýn 1523)
- Liber de consultatione (Oxford, Londýn 1523)
- Isocratis Areopagitica Oratio (Oxford, Londýn 1523)
- Satellitium animi vel symbola (Bruggy 1524)
- Introductio ad veram sapientiam (Bruggy 1524)
- De Francisco Galliae Rege a Caesare capto (Oxford 1525)
- De pace inter caesarem et Franciscum Galliarum regem deque optimo regni statu (Oxford 1526)
- De subventione pauperum (Bruggy 1526)
- De Europae dissidiis et bello turcio (Bruggy 1526)
- De conditione vitae Christianorum sub Turca (Bruggy 1526)
- De officio maritii (Bruggy 1529)
- De concordia et discordia in humano genere (Bruggy 1529)
- Liber de pacificatione (Bruggy 1529)
- De disciplinis libri XII (Bruggy 1531)
- De tradendis disciplinis (Bruggy 1531)
- De ratio dicendi (Bruggy 1532)
- Descriptio Templorum et Rerum Populi Romani (Bruggy 1534)
- De communione rerum ad Germanos inferiores (Bruggy 1535)
- De conscribendis epistolis (Paříž 1536)
- De Aristotelis operibus censura (Breda 1537)
- Bucolicorium Vergilii interpretatio (Breda 1537)
- Exercitatio linguae latinae (Breda 1538)
- De anima et vita libri tres (Bruggy 1538)
- De viritatae fidei christianae (Bruggy 1541/43?)